# François Walthéry
François Walthéry es un dibujante y guionista belga de historietas dibujadas, nacido en Argenteau - en la región de Liège - el 17 de enero de 1946.
Fue colaborador de Peyo durante diez años, y participó como dibujante en la realización de varios libros de la serie Los Pitufos, y también de las series Benoit Brisefer y  Jacky y Celestin.
Duespués fue creador de la serie de historias dibujadas Natacha, azafata, pre-publicado en los años 1970 en Le Journal de Spirou, así como de varias historias como Le Vieux Bleu.